# Paweł Gancarczyk
Paweł Gancarczyk  (* 21. Dezember 1970 in Warschau) ist ein polnischer Musikwissenschaftler am Institut für Kunst der Polnischen Akademie der Wissenschaften. Sein Forschungsschwerpunkt liegt auf der Musikkultur Mitteleuropas im 15. und 16. Jahrhundert, Kodikologie und frühem Notendruck.

## Leben
Gancarczyk studierte Musikwissenschaft an der Universität Warschau, wo er 1999 auch promovierte. Danach nahm er seine Lehrtätigkeit am Institut für Kunst der Polnischen Akademie der Wissenschaften auf. Zuerst von 1999 bis 2012 als Assistenzprofessor, dann seit 2012 als assoziierter Professor. Daneben war er 2008 und erneut von 2010 bis 2013 Assistenzprofessor (Pro tempore) am Institut für Musikwissenschaft der Universität Warschau. 
Von 2009 bis 2011, sowie erneut von 2013 bis 2015, gehörte er dem Generalrat des Verbandes Polnischer Komponisten an. Von 2011 bis 2015 war er Präsident der Sektion der Musikwissenschaftler innerhalb des Verbandes und gehörte gleichzeitig dem Redaktionsausschuss des vom Verband herausgegebenen Polnischen Jahrbuchs für Musikwissenschaft an. Seit 2011 ist er Chefredakteur der Reihe Ikonografia Muzyczna. Studia i Materiały und seit 2016 Chefredakteur der vierteljährlich erscheinenden musikwissenschaftliche Zeitschrift Muzyka. Seit 2019 ist er Leiter der musikwissenschaftlichen Fakultät am Institut für Kunst der Polnischen Akademie der Wissenschaften.
Des Weiteren gehört er dem Editorial Board der tschechischen musikwissenschaftliche Zeitschrift Hudební věda, dem Prager Periodikum Musicalia, der Reihe Wiener Forum für ältere Musikgeschichte und der Enzyklopädie Die Musik in Geschichte und Gegenwart.
Im Laufe seiner akademischen Karriere war er Mitorganisator mehrerer internationaler Konferenzen. 2009 bei The Musical Heritage of the Jagiellonian Era, 2011 bei The Musical Culture of Silesia before 1742 und 2012 bei Music and Propaganda in the Visual Arts.
Es gehört dem Programmrat des Festivals Warszawskie Spotkania Muzyczne an und sitzt in der Jury für den Bereich Musikgeschichte der zentralen Qualifikationsrunden der Olimpiady Artystycznej.
2020 wurde er zum ordentlichen Mitglied der Academia Europaea gewählt, sowie Mitglied der Warschauer Wissenschaftsgesellschaft.

## Forschung
Gancarczyks Forschungsschwerpunkt liegt auf der Musik des Spätmittelalters und der Frühen Neuzeit, der Musikkultur Mitteleuropas im 15. und 16. Jahrhundert, Kodikologie und frühem Notendruck.
Von 2016 bis 2019 gehörte er der Warschauer Forschungsgruppe des internationalen Forschungsprojektes Sound Memories: The Musical Past in Late-Medieval and Early-Modern Europe an und war einer der Principal Investigator des Projekts. Seit 2019 ist er Principal Investigator des Forschungsprojektes Music in the Teutonic Order State in Prussia: Sources, Repertoires, Contexts (gefördert von dem polnischen Nationalen Zentrum für Wissenschaft (Narodowe Centrum Nauki)).

## Auszeichnungen
Gancarczyks Veröffentlichung Musica scripto erhielt 2001 den Professor-Hieronim-Feicht-Preis des Verbandes Polnischer Komponisten, welcher jährlich für die beste Dissertation eines polnischen Musikwissenschaftlers unter 40 Jahren vergeben wird.
Für seine französischsprachige Veröffentlichung La musique et la révolution de l’imprimerie. Les mutations de la culture musicale au XVIe siècle erhielt er 2016 den Prix de l'histoire, welcher im Rahmen des Prix des Muses verliehen wird.

## Veröffentlichungen
- Musica scripto. Kodeksy menzuralne II połowy XV wieku na wschodzie Europy Łacińskiej, Warschau 2001, 296 Seiten
- Muzyka wobec rewolucji druku. Przemiany w kulturze muzycznej XVI wieku, Toruń 2011, 334 Seiten
- mit Agnieszka Leszczyńska (Hrsg.): The Musical Heritage of the Jagiellonian Era, Warschau 2012, Instytut Sztuki PAN, Universität Warschau, Biblioteka Narodowa, 349 Seiten
- (Hrsg.): Z badań nad ikonografią muzyczną do 1800. Źródła – problemy – interpretacje, Warschau 2012, Instytut Sztuki PAN, Liber Pro Arte (= Ikonografia muzyczna. Studia i materiały 1),  232 Seiten
- mit Lenka Hlávková, Remigiusz Pośpiech (Hrsg.): The Musical Culture of Silesia before 1742. New Contexts – New Perspectives, Frankfurt am Main: Peter Lang, 2013, 335 Seiten
- mit Dominika Grabiec (Hrsg.): Music, Politics and Ideology in the Visual Arts, Warschau 2015, Instytut Sztuki PAN, Liber Pro Arte (= Ikonografia muzyczna. Studia i materiały 3), 167 Seiten
- La musique et la révolution de l’imprimerie. Les mutations de la culture musicale au XVIe siècle, Lyon 2015 (= Symétrie Recherche, série Anciens & Modernes), 256 Seiten, ISBN 978-2-36485-034-7
- (Hrsg.): Ars musica and its Contexts in Medieval and Early Modern Culture, Warschau 2016, Liber Pro Arte, 554 Seiten
- Petrus Wilhelmi de Grudencz i muzyka Europy Środkowej XV wieku, Warschau 2021, 327 Seiten, ISBN 978-83-66519-23-7